# Masatoshi Mashima
Masatoshi Mashima (真 岛 昌 利?) Nacido el 20 de febrero de 1962 es un guitarrista que ha tocado con bandas de rock japonesas como The Blue Hearts, The High-Lows y The Cro-Magnons. Nació en Hino y se crio en Kodaira, en Tokio, Japón.
Su apodo era "Marcy".

## Álbumes solistas
1. Natsu no Nukegara (夏のぬけがら) (21 de noviembre de 1989)
2. Happy Songs (10 de abril de 1991)
3. Raw Life (1 de noviembre de 1992)
4. Hito ni wa Sorezore Jijō ga Aru (人にはそれぞれ事情がある) (21 de octubre de 1994)
5. Raw Life -Revisited- (25 de abril de 2007)[2]